# ATYP magazín

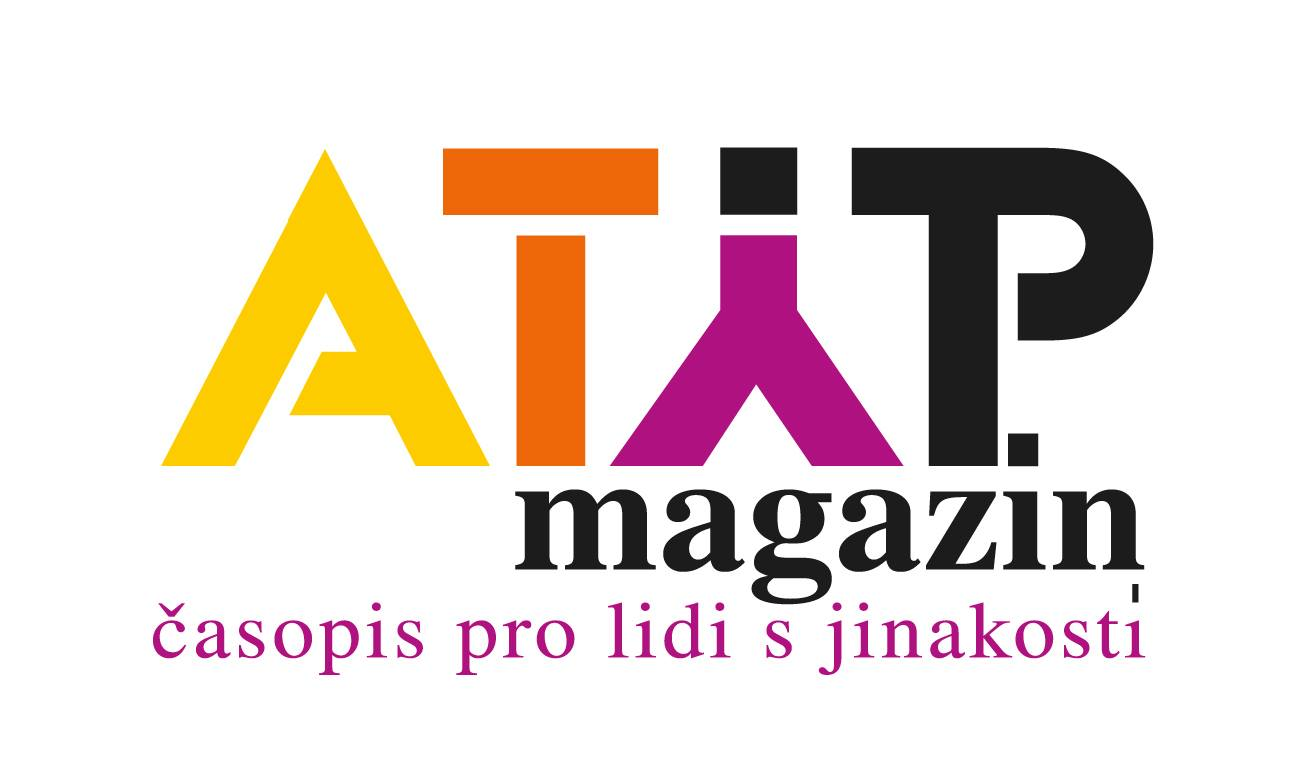
Logo internetového magazínu ATYP

ATYP magazín je internetový časopis, který se zabývá autismem, ADHD a podporuje tvorbu lidí s autismem. Vydává jej ATYP press. Šéfredaktorkou je Dagmar Edith Holá.
Magazín má za cíl přinášet informace o světě lidí na spektru autismu, napomáhat jejich destigmatizaci a přispět jejich kvalitnějšímu životu. Podporuje inkluzi, nepíše o autistech bez nich. Snaží se být praktický, dává např. rady rodičům dětí s PAS, píše o zkušenostech s pedagogy, asistenty pedagogů, dává rady lidí na spektru autismu jiným autistům. Texty upozorňuje také na to, jaké dělají neurotypici chyby v komunikaci s autisty. Rovněž publikuje tvorbu autistů a je v úzkém kontaktu s komunitou v oblasti autismu, jak samotnými lidmi na spektru autismu, tak jejich rodiči a dalšími pečovateli či odborníky.
ATYP magazín naplňuje Úmluvu OSN o právech osob se zdravotním postižením, upozorňuje na stigmatizaci a umožňuje lidem se zdravotním postižením psát o svých právech a o tom, co potřebují.
Redakční tým ATYP tvoří od počátku zejména lidé na spektru autismu a s duševním onemocněním.
Cílovou skupinou magazínu ATYP jsou především lidé na spektru autismu a jejich rodiny a další pečující, lékaři, odborná veřejnost, pedagogové, asistenti pedagogam studenti vysokých a jiných škol, neziskové organizace v oblasti autismu a duševních onemocnění, pečující rodiny a široká veřejnost.
ATYP magazín vydává ATYP Press. Na provoz získává peníze od dárců prostřednictvím Nadačního fondu ATYP a snaží se získat grant.
Na ostatních sociálních sítích (Facebook a Instagram) sdílí osvětové a edukativní slajdy, které tvoří redakční tým ATYP magazínu. Na základě textů v magazínu vznikají rovněž osvětové letáky a byla vytvořena e-publikace Společně ve společném vzdělávání.
Za rok 2018 byl nominován na Křišťálovou Lupu v kategorii internetová média.
V roce 2019 byl spolupořadatelem Atypické kampaně.